# Ezer Weizman
Ezer Weizman (in ebraico: עזר ויצמן) (Tel Aviv, 15 giugno 1924 – Cesarea, 24 aprile 2005) è stato un politico e generale israeliano, settimo presidente di Israele dal 13 maggio 1993 al 12 luglio 2000. È stato comandante dell'aviazione militare israeliana dal luglio del 1958 all'aprile del 1966.

## Biografia
Ezer Weizman è nato a Tel Aviv nel mandato britannico della Palestina il 15 giugno 1924 da Yechiel e Yehudit Weizmann. Suo padre era un agronomo. Weizman era nipote del primo presidente di Israele, Chaim Weizmann.
È cresciuto ad Acri e Haifa, e ha frequentato la Hebrew Reali School. Sposò Reuma Schwartz e ebbero due figli, Shaul e Michal. Shaul fu gravemente ferito nella guerra d'attrito al canale di Suez. Shaul e sua moglie sono morti in un incidente stradale nel 1991 e sono sepolti a Or Akiva.
Reuma Schwartz era la sorella di Ruth Dayan, moglie del generale e ministro della difesa israeliano Moshe Dayan.

### Carriera militare
Ezer Weizman era un pilota di caccia di successo. Si è formato nell'esercito britannico, a cui si unì nel 1942 per sostenere gli inglesi contro la Germania nella seconda guerra mondiale. Ha servito per la prima volta come camionista nel deserto libico fino a quando non si è unito alla Royal Air Force britannica (RAF) nel 1943 e ha frequentato una scuola di volo in Rhodesia. All'inizio del 1944 prestò servizio nella RAF in India.
Tra il 1944 e il 1946 fu membro dell'Etzel (Irgun) e nella guerra d'indipendenza del 1948 in Israele fu pilota nell'Haganah, dove volò con uno dei primi quattro aerei israeliani. Come comandante dello squadrone del Negev vicino a Nir Am, diresse gli attacchi aerei contro le forze egiziane vicino ad Ashdod. Nell'operazione Balak nel 1948, fece volare un aereo Avia S-199 dalla Cecoslovacchia in Israele per equipaggiare la neonata Aeronautica militare israeliana. Dopo l'istituzione dello Stato di Israele, Weizman divenne un soldato nelle forze di difesa israeliane.
Oltre all'Avia S-199 cecoslovacco, una replica del Messerschmitt Bf 109, Weizmann imparò anche a pilotare il Supermarine Spitfire. Alla fine della sua vita possedeva il suo aereo da combattimento - uno Spitfire nero - che è in mostra nel Museo dell'aeronautica israeliana presso la base aerea di Khazerim vicino a Be'er Sheva. Nel 1951 ha frequentato la RAF Air Force Academy ad Andover in Inghilterra. Al suo ritorno, divenne il comandante della prima unità dell'aeronautica israeliana a pilotare il jet Gloster Meteor.
Tra il 1958 e il 1966 ha servito come comandante dell'Aeronautica militare israeliana e successivamente ha servito come vice capo di stato maggiore. Ha ottenuto un ampio riconoscimento in Israele per il suo contributo alla vittoria di Israele nella guerra dei sei giorni, durante la quale l'aviazione israeliana ha distrutto aerei militari egiziani a terra nelle prime ore del mattino del 5 giugno 1967, assicurando così la superiorità aerea israeliana nel Sinai teatro di guerra.
Nel 1969, rendendosi conto che non sarebbe stato nominato capo di stato maggiore, si dimise dal servizio attivo nell'Aeronautica militare e da allora in poi divenne Ministro dei trasporti nel primo governo di unità di Israele sotto Levi Eshkol.

### Carriera politica
Dopo il ritiro dall'esercito, Weizman divenne un membro dell'alleanza di centro-destra Gahal (Gush Cherut Liberalim), che divenne il Likud nel 1973. Ha servito come ministro dei trasporti nel governo di unità nazionale di Levi Eshkol dal 1967 fino a quando il suo partito ha lasciato la coalizione nel 1970. Successivamente, Weizman è stato manager di una compagnia di navigazione. Ha guidato Gahal-Cherut fino al 1972 e poi ha lasciato il partito conservatore del Likud, rientrandoci nel 1976. Weizman è stato il responsabile della campagna elettorale per la grande vittoria elettorale del Likud nel 1977, il “punto di svolta” della destra. Dal 1977 è Ministro della difesa nel governo di Menachem Begin. Weizman ha sostenuto i "confini assolutamente sicuri" di Israele. Durante questo periodo (1978) Israele lanciò l'operazione Litani contro l'OLP nel Libano meridionale e invase il Libano meridionale. Weizmann ha anche avviato lo sviluppo del velivolo da combattimento IAI Lavi.
Quando il presidente egiziano Anwar al-Sadat ha visitato Israele, Weizman inizialmente era sospettoso e temeva un attacco da parte dell'Egitto contro l'intera leadership israeliana all'aeroporto. Quindi ha messo in allerta l'intero esercito israeliano. Nel corso del tempo, Weizman divenne amico di Sadat e del ministro della guerra egiziano, Muhammad Abd'al-Ghani al-Gamassi, e di conseguenza divenne uno dei principali motori della forza trainante dei negoziati di pace con l'Egitto. Weizman è stato uno dei fautori del trattato di pace israelo-egiziano con Anwar Sadat. Durante questo periodo divenne un pacifista. In connessione con il ripristino degli insediamenti israeliani e le politiche di occupazione della Cisgiordania, Weizman era in contrasto con Begin e Sharon. Entrava sempre più in conflitto con l'ala destra del Likud. Weizman si è anche dimesso da ministro della difesa nel 1980 a causa dei tagli al budget militare. Il suo successore fu Ariel Sharon, che in seguito divenne ministro per l'edilizia abitativa, perseguendo in particolare il ristabilimento degli insediamenti israeliani in Cisgiordania, in particolare intorno a Gerusalemme. Weizman progettò la fondazione di un nuovo partito centrista insieme al ministro degli esteri Moshe Dayan, anche lui dimessosi, e quindi espulso dal Likud nel 1980. Si è temporaneamente ritirato dalla politica e ha lavorato come uomo d'affari tra il 1980 e il 1984.
Nel 1984 Weizmann fondò un nuovo partito, lo Yahad ("Insieme"), che si posizionava a metà tra il Likud di destra e il Partito Laburista Israeliano (Avoda) di orientamento socialdemocratico. Ha vinto tre seggi alla Knesset alle elezioni parlamentari del 1984. Weizman (inizialmente come ministro senza portafoglio, dal 1985 come ministro incaricato dei rapporti con gli stati arabi) e lo Yahad facevano parte del governo di unità nazionale con la rotazione tra Shimon Peres e Yitzhak Shamir, in cui Yahad aveva un ruolo determinante. Nell'ottobre 1986, il partito Yahad di Weizmann si è fuso con il Partito Laburista Israeliano dopo che quest'ultimo ha perso il suo alleato Mapam e il ministro dell'istruzione Jossi Sarid.
Nel 1988, Weizman divenne ministro della scienza sotto il successore di Begin, Yitzhak Shamir, ma fu licenziato dal gabinetto per aver incontrato Arafat. Si è dimesso dalla Knesset nel 1992.

#### Presidente di Israele

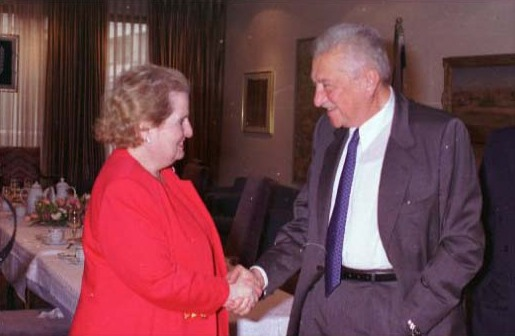
Ezer Weizman e l'ambasciatrice statunitense alle Nazioni Unite Madeleine Albright, 1º maggio 1995

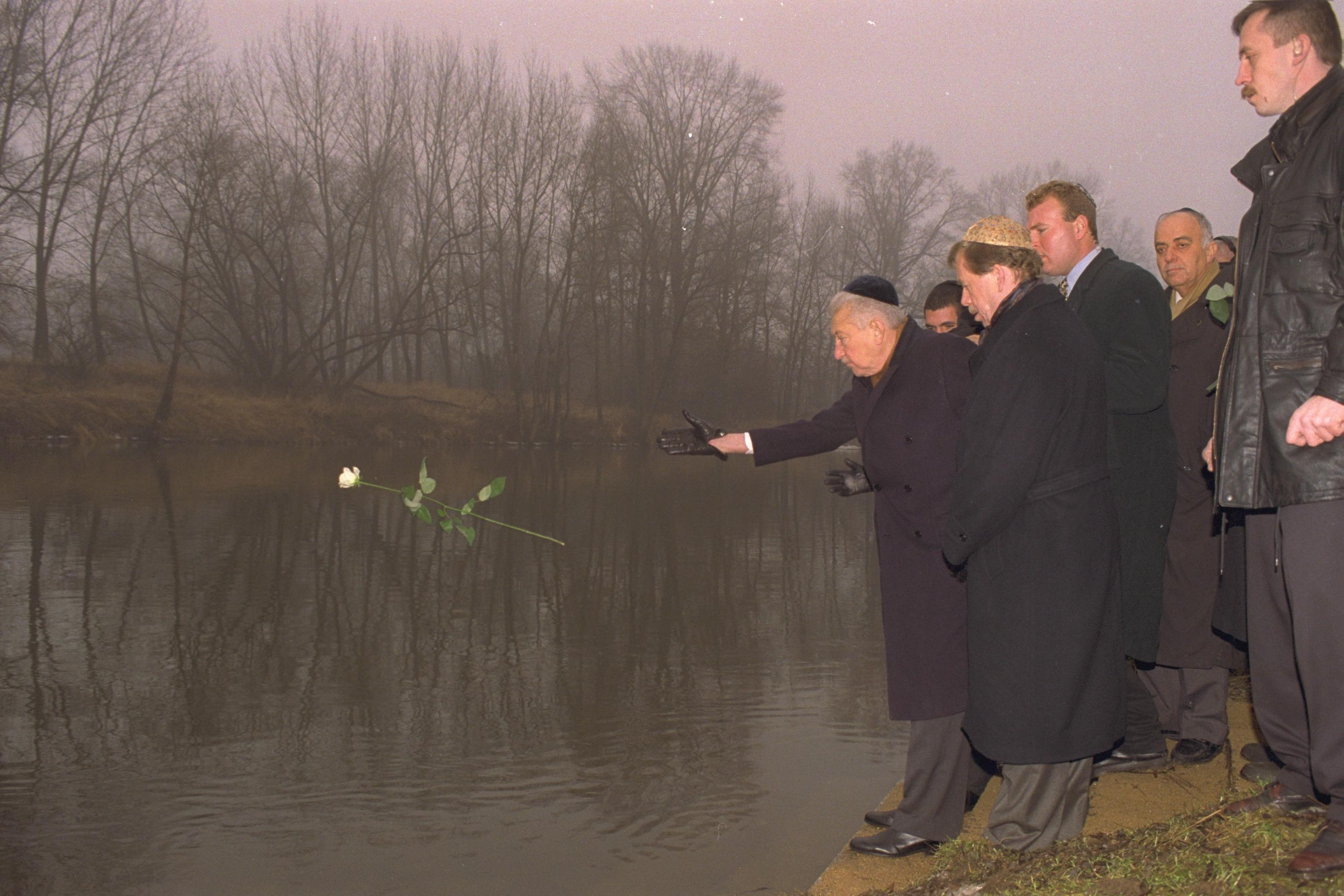
Il presidente Weizman lancia una rosa nel fiume in memoria delle vittime del campo di concentramento di Theresienstadt, 12 gennaio 1996

Il 24 marzo, Weizman ha vinto le elezioni presidenziali israeliane con una maggioranza di 66 contro 53 sul candidato del Likud Dov Shilansky. Weizman ha assunto l'incarico di settimo presidente di Israele il 13 maggio 1993. Le sue dichiarazioni politiche gli sono valse molte critiche, ma non hanno fatto nulla per alterare il diffuso sostegno pubblico.
Nonostante Weizman avesse la reputazione di "sciovinista maschio" (una volta si rivolse a una giornalista come "Mejdele"), i suoi modi diretti lo resero molto popolare tra la gente. Molto spesso si è occupato di politica ed è rimasto polemico e imprevedibile fino alla fine. Quando il primo ministro eletto Benjamin Netanyahu ha cercato di ostacolare il processo di pace nel 1996, Weizman ha invitato Yasser Arafat a una "visita privata" per il pranzo nella sua casa nel quartiere delle ville di Cesarea. Ciò ha costretto alla fine Netanyahu a stipulare il memorandum di Wye River con Arafat e l'evacuazione di Hebron. Weizman ha sostenuto il ritiro dal Golan in cambio della pace con la Siria attirandosi le critiche dai partiti di destra e conservatori.
Durante il suo mandato, Israele ha subito attacchi da parte di Hezbollah e Hamas. Un'usanza introdotta da Weizman durante la sua presidenza fu quella di visitare le famiglie delle vittime. Innumerevoli sono state le visite spontanee alle famiglie delle vittime del terrore e alle famiglie dei soldati morti. Ha anche visitato le vittime palestinesi del terrorista ebreo Baruch Goldstein dopo il massacro di palestinesi nel 1994 alla moschea di Abraham a Hebron. Weizman è diventato il primo presidente israeliano a visitare il Bundestag tedesco, dove ha parlato in ebraico. Le sue ripetute raccomandazioni agli ebrei tedeschi di emigrare in Israele hanno causato risentimento in molti luoghi. Anche il Consiglio centrale degli ebrei in Germania ha avuto problemi con queste parole. L'atteggiamento di Weizmann nei confronti della pace è rimasto contraddittorio.

Dopo che Alex Goldfarb ha approvato la ratifica degli Accordi di Oslo II alla Knesset il 5 ottobre 1995 - il suo voto ha consentito l'approvazione dell'accordo a maggioranza - Weizmann lo ha rimproverato per questo: "L'accordo non è un accordo. Passò la Knesset con la maggioranza di uno e questo non sarebbe riuscito se non per un Membro del Parlamento e la sua Mitsubishi". Questa affermazione di Weizmann è stata pesantemente criticata perché da un lato ha interferito troppo come presidente e ha anche disatteso il rispetto della maggioranza del parlamento. Il cancelliere di Weizman, Arie Schomer, ha affermato che "anche la maggioranza di un voto è una maggioranza" e che il presidente è impegnato nell'accordo con i palestinesi. Ha tenuto un discorso sulla tomba del primo ministro assassinato Yitzhak Rabin nel 1995 e ha partecipato a innumerevoli schermaglie con il primo ministro Netanyahu dal 1996 in poi.
Il 4 marzo 1998 Ezer Weizman è stato rieletto per un secondo mandato. Nel 1999, Weizmann ha incontrato anche Nayef Hawatmeh, capo del Fronte Democratico per la Liberazione della Palestina, per dei colloqui. Alla fine del 1999, i giornali riferirono che Weizman era stato pagato ingenti somme di denaro da un suo amico, un uomo d'affari francese di nome Édouard Saroussi, senza che ne informasse le agenzie governative competenti. Ciò ha portato alle indagini della magistratura sul presidente, che sono state archiviate. A causa delle seguenti critiche, Weizman ha dovuto dimettersi dal suo incarico il 13 luglio 2000. Gli successe Moshe Katsav come presidente.

### La pensione
Weizman si è tenuto notevolmente fuori dalla politica negli ultimi anni. Molti dei leader israeliani gli hanno reso omaggio; era diventato una specie di mito israeliano. Il politico dell'opposizione Jossi Sarid ha affermato a proposito di Ezer Weizman "È la capacità di Weizman di trasformarsi politicamente che apprezzo così tanto di lui". Weizman morì nella sua casa di Cesarea martedì 26 aprile 2005 alle 9:00. Il feretro di Ezer Weizman è stato sistemato nell'Or Akiva Community Center dove è stato sepolto accanto a suo figlio Saul alle 17:00 nel pomeriggio dello stesso giorno.
Quasi tutti i giornali israeliani hanno riportato la notizia della morte di Weizman con un fotomontaggio in formato grande: una bandiera israeliana a mezz'asta e sopra il suo leggendario Spitfire nero nel cielo.